# Хорхе Едгар Рамирес
Хорхе Едгар Рамирес Карийо (на испански: Jorge Édgar Ramírez Carrillo) е мексикански режисьор, изградил кариерата си в компания Телевиса.

## Творческа биография
През 1999 г. Едгар Рамирес започва работа в Телевиса, като първата позиция, която заема, е асистент-режисьор в теленовелата Росалинда, режисирана от Беатрис Шеридан и продуцирана от Салвадор Мехия Алехандре, с участието на Талия, Фернандо Карийо, Анхелика Мария, Лупита Ферер и Лаура Сапата.
От 2001 г. до 2004 г. е режисьор в локация на теленовелите, продуцирани от Мехия, започвайки с Прегърни ме много силно, чийто режисьор е Мигел Корсега.
През 2005 г. дебютира като главен режисьор на теленовелата Мащехата, продуцирана отново от Салвадор Мехия, с участието на Виктория Руфо, Сесар Евора, Жаклин Андере, Гилермо Гарсия Канту и Сесилия Габриела. През същата година е режисьор в локация на теленовелата Пробуждане, режисирана от Моника Мигел и продуцирана от Карла Естрада.
През годините е работил и с продуцентите Натали Лартио, режисирайки продукцията ѝ Перегрина (2005), и с Игнасио Сада Мадеро в продукциите Под юздите на любовта (2007) и Завинаги любов моя (2013-2014).
През 2022 г. режисира теленовелата Борбено сърце, продуцирана от Салвадор Мехия Алехандре, с участието на Алехандра Еспиноса, Гонсало Гарсия Виванко, Диего Оливера и Габриела Спаник.

## Филмография

### Режисьор
- Борбено сърце (2022)
- Завинаги любов моя (2013-2014)
- Триумф на любовта (2010-2011)
- Огън в кръвта (2008)
- Свят на хищници (2006-2007)
- Девствената съпруга (2005)
- Мащехата... след години (2005)
- Мащехата (2005)

### Режисьор в локация
- Непокорно сърце (2009-2010)
- Перегрина (2005)
- Пробуждане (2005-2006)
- Тъмна орис (2003-2004)
- Любов и омраза (2002)
- Прегърни ме много силно (2000-2001)

### Асистент-режисьор
- Росалинда (1999)

## Награди и номинации
Награди TVyNovelas
| Година | Категория          | Теленовела      | Резултат  |
| ------ | ------------------ | --------------- | --------- |
| 2007   | Най-добър режисьор | Свят на хищници | Номиниран |
| 2006   | Най-добър режисьор | Мащехата        | Печели    |